# Burundi na Mistrzostwach Świata w Lekkoatletyce 2015
Burundi na Mistrzostwach Świata w Lekkoatletyce 2015 – reprezentacja Burundi podczas Mistrzostw Świata w Pekinie liczyła 2 mężczyzn.

## Występy reprezentantów Burundi
| Konkurencja   | Zawodnik             | Runda 1  | Runda 1 | Półfinał | Półfinał | Finał    | Finał   |
| Konkurencja   | Zawodnik             | Rezultat | Pozycja | Rezultat | Pozycja  | Rezultat | Pozycja |
| ------------- | -------------------- | -------- | ------- | -------- | -------- | -------- | ------- |
| Bieg na 800 m | Antoine Gakeme       | 1:47,47  | 18. Q   | 1:48,86  | 22.      | NQ       | NQ      |
| Maraton       | Célestin Nihorimbere | —        | —       | —        | —        | 2:23:29  | 26.     |